# Fox Hunt
Fox Hunt est un jeu vidéo de type film interactif développé par 3Vision Gamers et édité par Capcom, sorti en 1996 sur Windows et PlayStation.

## Accueil
- GameSpot : 6,8/10 (PC)[1]